# Сюй Вэй (художник)

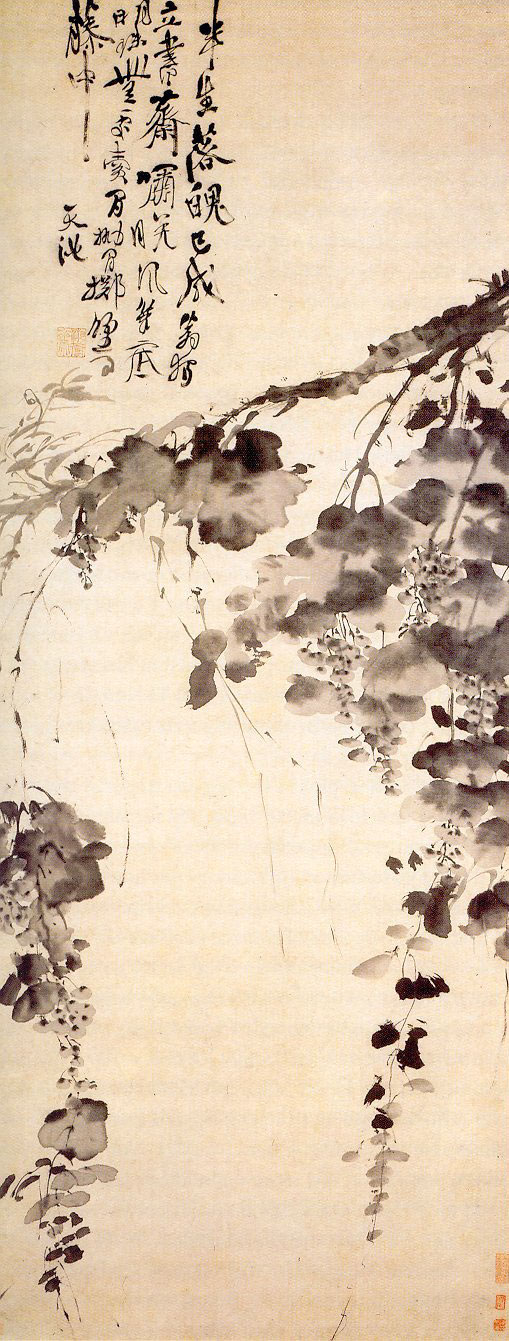
Картина «Писаный тушью виноград», считающаяся лучшим произведением Сюй Вэя, музей «Гугун», Пекин

Сюй Вэй (кит. трад. 徐渭, пиньинь Xú Wèi) — китайский живописец, поэт, каллиграф и драматург времен империи Мин. Мастер живописи в жанре «цветы и птицы», а также жанра «вэньжэньхуа». Знаменит художественной выразительностью своих картин.

## Биография
Сюй Вэй родился в г. Шаньин (Шаосин, провинция Чжэцзян), его предки были мелкими чиновниками. Художник не знал своего отца, который умер через сто дней после рождения сына. Сюй Вэй воспитывался на руках родной матери и мачехи — первой жены отца. В возрасте 14 лет, умерла его мать. Будущий художник рос на грани бедности. Так как он получил неплохое образование, в 20 лет он сдал первые экзамены кэцзюй в своем уезде, однако художник так и не смог успешно сдать провинциальные экзамены цзюйжэнь, даже после 7 попыток. Переходя с одной работы в местных канцеляриях на другую, он познакомился со многими образованными людьми, разделявшими его наклонности к творчеству, в том числе живописи и каллиграфии. Это благотворно повлияло на становление личности и раскрытие творческого дара молодого художника. В 21 год Сюй Вэй женился. На чиновничьей службе дослужился до помощника Инспектора провинции, но вскоре отказался от чиновничьей должности и, пережив психологический кризис, начал вести творческую жизнь.
В 1557 году Сюй Вэй познакомился с военным инспектором семи Юго-восточных провинций, генералом Ху Цзунсянем, прославившимся удачными действиями против японских пиратов. Ху Цзунсянь был человеком широко образованным и высоко оценил таланты Сюй Вэя, который уже тогда занимался каллиграфией, поэзией и живописью, и пригласил его к себе на службу в качестве секретаря, назначив ему солидный оклад. Однако в 1562 году Ху Цзянсянь был арестован и заключен в тюрьму из-за близости с премьер-министром Янь Суном, уличенным в государственной измене. Сюй Вэй лишился покровительства влиятельного защитника. Художника заставили принять участие на внеочередных экзаменах на получение служебного звания, которые он не смог сдать.
Спустя три года генерал Ху Цзунсянь покончил с собой в тюрьме, и эта весть привела к тому, что Сюй Вэй заболел нервным расстройством, предположительно маниакально-депрессивным психозом. В страхе подвергнуться аресту, он дважды пытался покончить самоубийством, но в итоге остался жив. Однако в это время Сюй Вэй, предположительно по ошибке, убивает свою жену. Художника заключили под стражу и впоследствии осудили на тюремное заключение. В тюрьме провел 7 долгих лет. За годы пребывания в тюрьме, психическое состояние художника пришло в норму. Благодаря протекции друга по Художественной Академии, художника освобождают из тюрьмы. Сюй Вэй чувствует новый прилив сил и встумает в новый период творческих исканий. Сюй Вэй стал снова с большим энтузиазмом заниматься каллиграфией и живописью, зарабатывая на жизнь продажей своих работ, которые хоть и продавались, но крайне нестабильно, что заставляло художника жить достаточно скромно. Очень часто работы художника покупались его друзьями, иногда в качестве оплаты за проживание и еду. Сюй Вэй умер в бедности.

## Живопись и драматургия

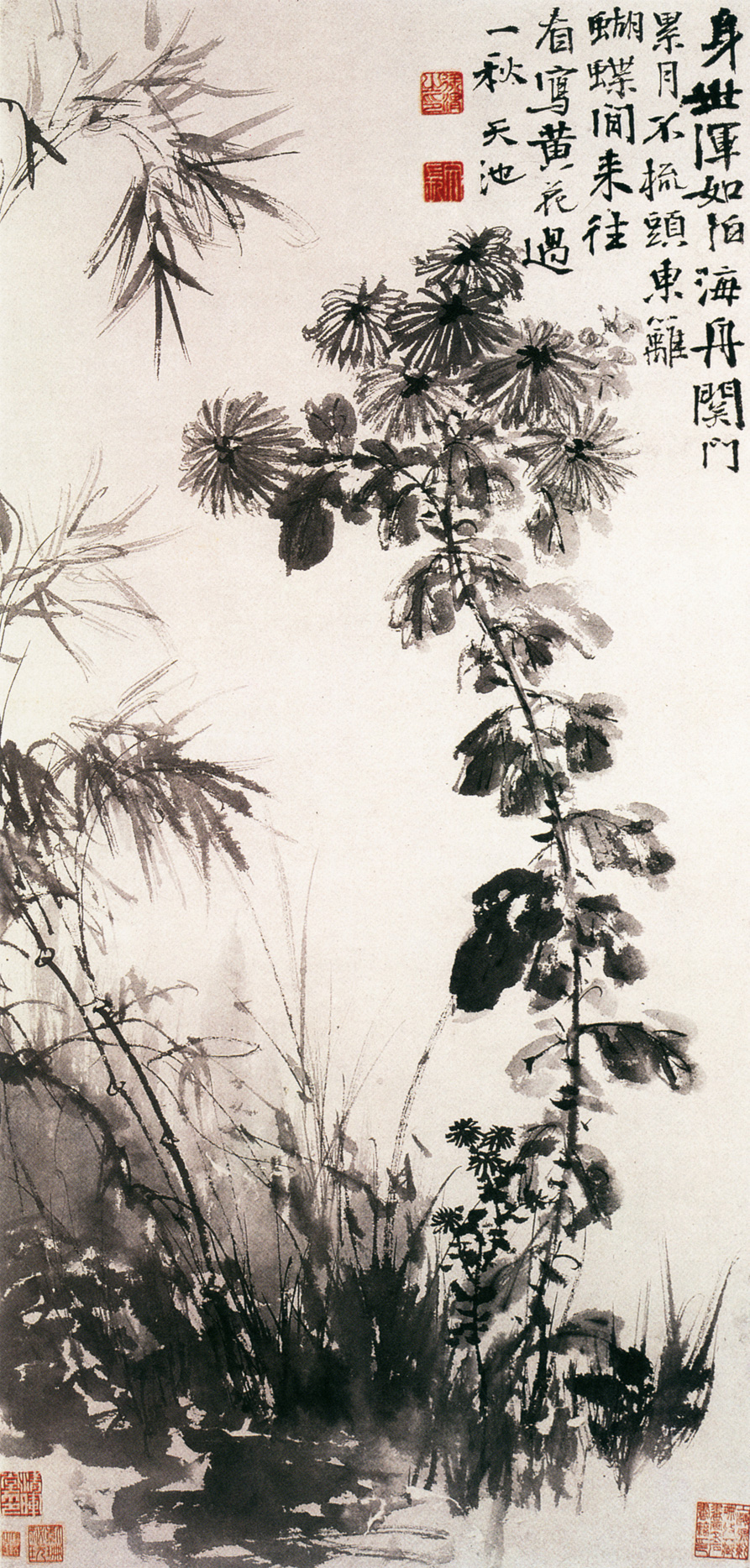

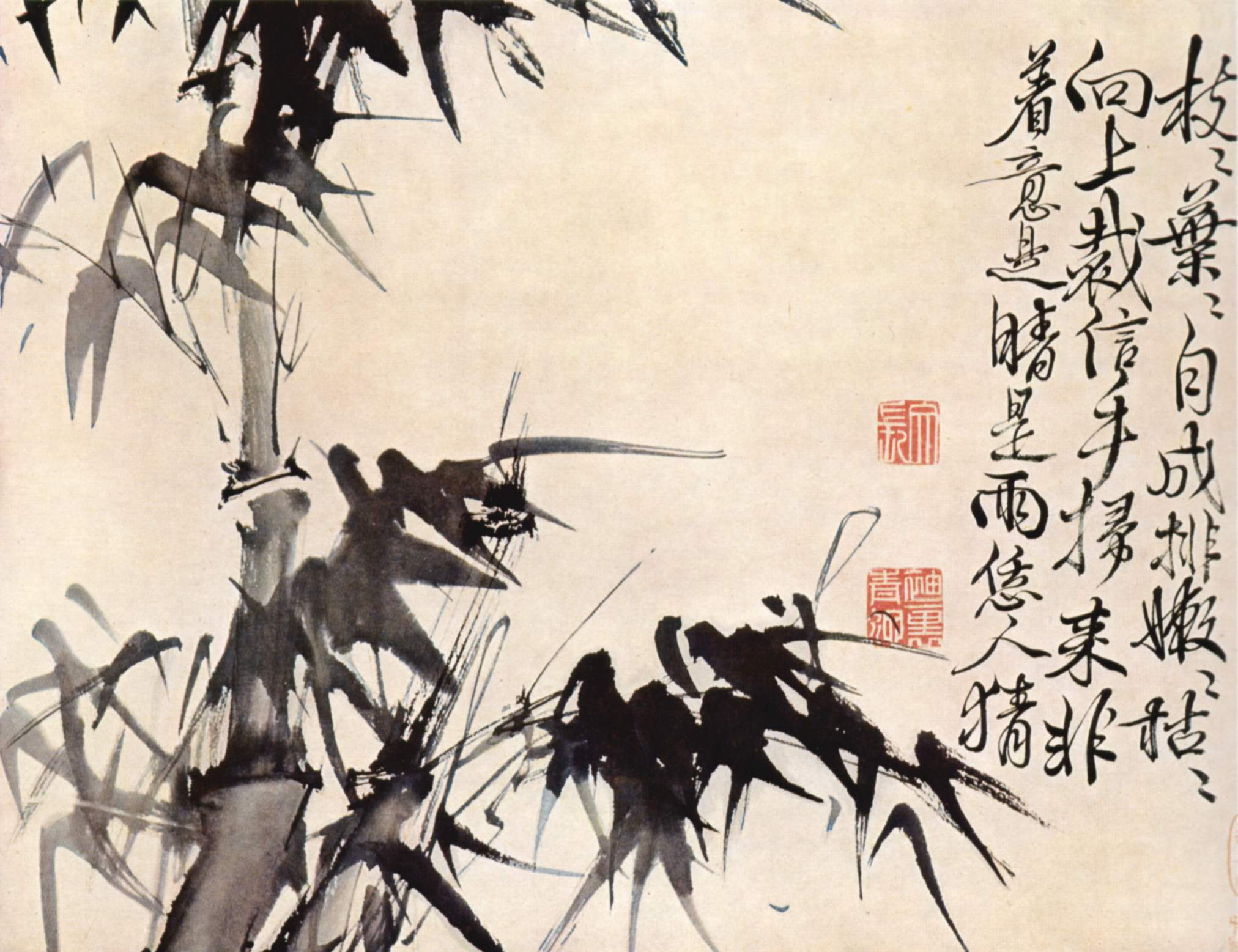

Сюй Вэй посвятил свое творчество не только живописи, но также поэзии, литературе и каллиграфии, однако главным своим занятием считал каллиграфию, ставя свои достижения в живописи лишь на четвертое, последнее место. Тем не менее, он мастерски работал в таких жанрах как пейзаж, сюжетная живопись, вэньжэньхуа и др. Сюй Вэй не был приверженцем распространенного в то время слепого подражания древним мастерам, полагая, что творчество есть естественное излияние одухотворенного сердца современного художника, эмоциональное восприятие им окружающего мира и претворение его в чувствах героев.
В живописи он по праву признан крупнейшим мастером жанра цветы-птицы; его произведения представлены в крупнейших китайских и зарубежных собраниях — музее «Гугун» (Пекин), худ. музеях Шанхая и Нанкина, Галерее Фрира (Вашингтон). Сюй Вэй был мастером стиля сеи. Его манера живописи была революционной для того времени и повлияла на таких мастеров как Чжу Да времён империи Цин, а также на современных мастеров У Чаншо и Ци Байши. В одном из своих стихотворений Ци Байши пишет: «О, как я хотел бы родиться 300 лет назад, ведь тогда я мог бы растирать краски и готовить бумагу для Вечнозелёного [один из псевдонимов Сюй Вэя]!». Сам Сюй Вэй черпал вдохновение в идеях самосовершенствования и единения с природой Ван Янмина. Другие псевдонимы Сюй Вэя: Горец Небесного пруда (кит. трад. 天池山人, пиньинь Tiānchí Shānrén), Вода и луна полей Управления (кит. трад. 署田水月, пиньинь Shǔtián Shuǐ Yuè).
Лучшей работой Сюй Вэя считается хранящаяся в музее «Гугун» картина «Писаный тушью виноград» (кит. упр. 墨葡萄图) со стихотворением, полным грусти ввиду непризнанности таланта.
Сюй Вэй писал также стихи и драмы. Известны четыре его драмы, основная тема которых — свобода женщины. Но драмы не принесли ему известности.

## Личная жизнь

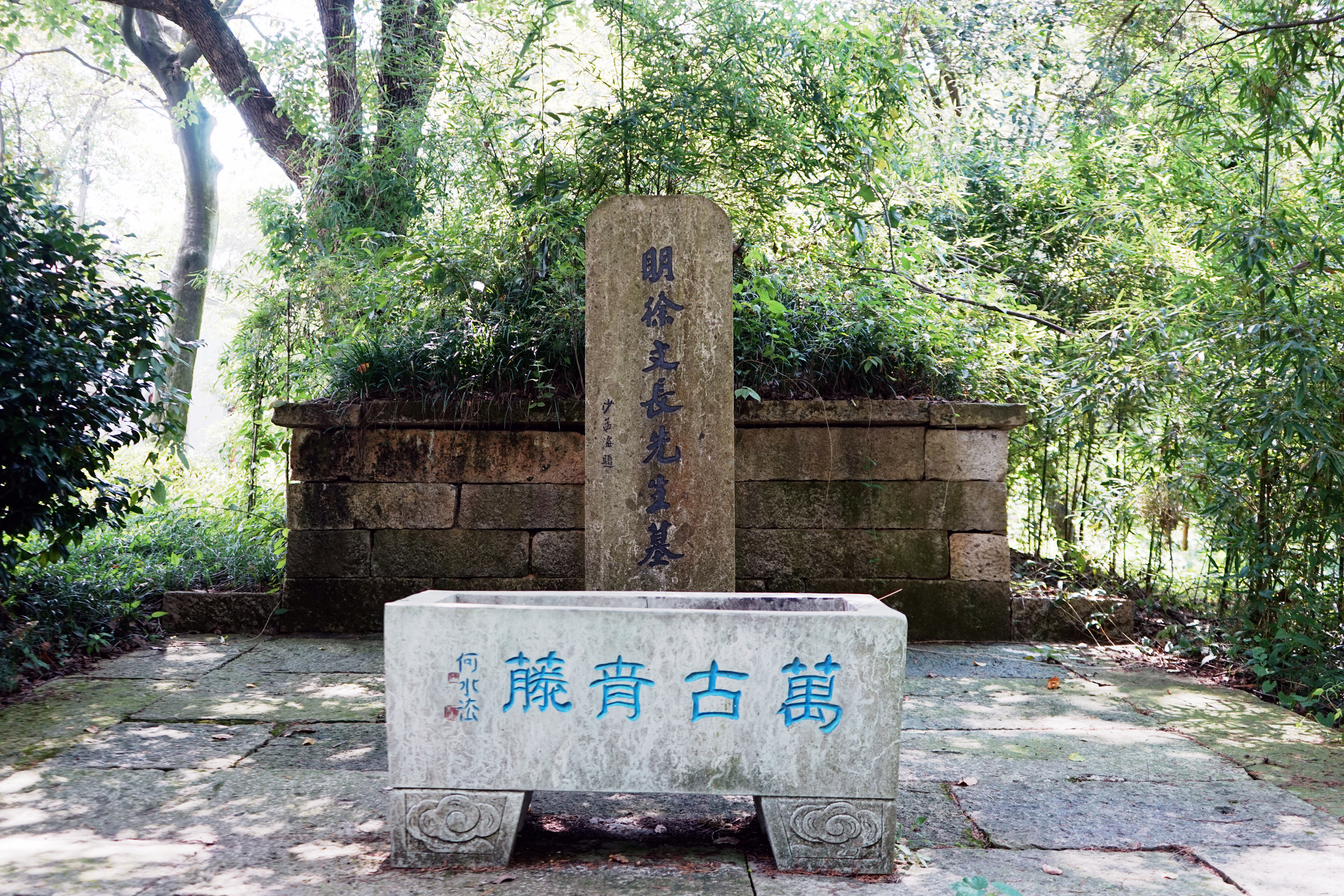
Гробница Сюй Вэй

Сюй Вэй, вероятно, страдал биполярным аффективным расстройством (маниакально-депрессивный психоз).
Судьба Сюй Вэя похожа на жизнь Ван Гога (печальная участь картин; бедность; душевная болезнь); его называют «китайским Ван Гогом».
Творчество Сюй Вэя оказало сильное влияние на китайского поэта Юань Хундао (он хранил стихи Сюй Вэя).